# Про природу тварин
«Про природу тварин» (дав.-гр. Περὶ ζῴων ἰδιότητος, лат. De Natura Animalium) — твір римського письменника Клавдія Еліана, написаний грецькою мовою в першій половині III століття (імовірно до «Строкатих історій» того ж автора). Включало 17 книг, більшість із яких збереглися лише фрагментарно. Являє собою добірку історій про тварин, розказаних для того, щоб розважати та повчати читача.
Сам Еліан не знав зоології і не цікавився реальними тваринами, а всі історії про них почерпнув з оповідань давніх авторів (насамперед Арістотеля). Його книга мала популярність в епоху пізньої античності, а потім у Візантії до XIV століття. Вона мала помітний вплив на європейські бестіарії.